# Bernhard Kempa
Pour les articles homonymes, voir Kempa (homonymie).
Bernhard Kempa, né le 19 novembre 1920 à Oppeln (Haute-Silésie, aujourd'hui Opole en Pologne) et mort le 20 juillet 2017 à Bad Boll (Bade-Wurtemberg), est un ancien joueur de handball allemand.
Il a été surnommé Monsieur Handball. Un légendaire joueur de classe internationale, deux fois Champion du monde, qui ne donne pas seulement son nom à la marque Kempa, mais aussi une expérience de dizaines d'années en tant que joueur et entraîneur, ayant notamment inventé le kung fu, connu sous le nom de Kempa-Trick (la feinte de Kempa) en allemand.

## Biographie
Bernhard Kempa débute et termine sa carrière à Frisch Auf Göppingen avec ses deux frères où ils ont joué ensemble dans l'équipe de handball pleine d'ambitions. En 1948, l'équipe de Göppingen participe au Championnat du Wurtemberg et est pour la première fois présent dans le Championnat d'Allemagne. En 1949, vint le titre de Champion du Wurtemberg et du Sud de l'Allemagne. En 1952, abonné désormais au Championnat du Wurtemberg, l'équipe de Göppingen est finaliste du Championnat d'Allemagne. Cette année-là a également lieu le Championnat du monde à 11 à Zurich. Le joueur de l'équipe nationale allemande qui surpasse tout le monde est Bernhard Kempa, pour qui la municipalité de Göppingen avait préparé un accueil enthousiaste sur la place Schiller, et qui a été félicité par le maire Christian Eberhard pour ses performances sportives.

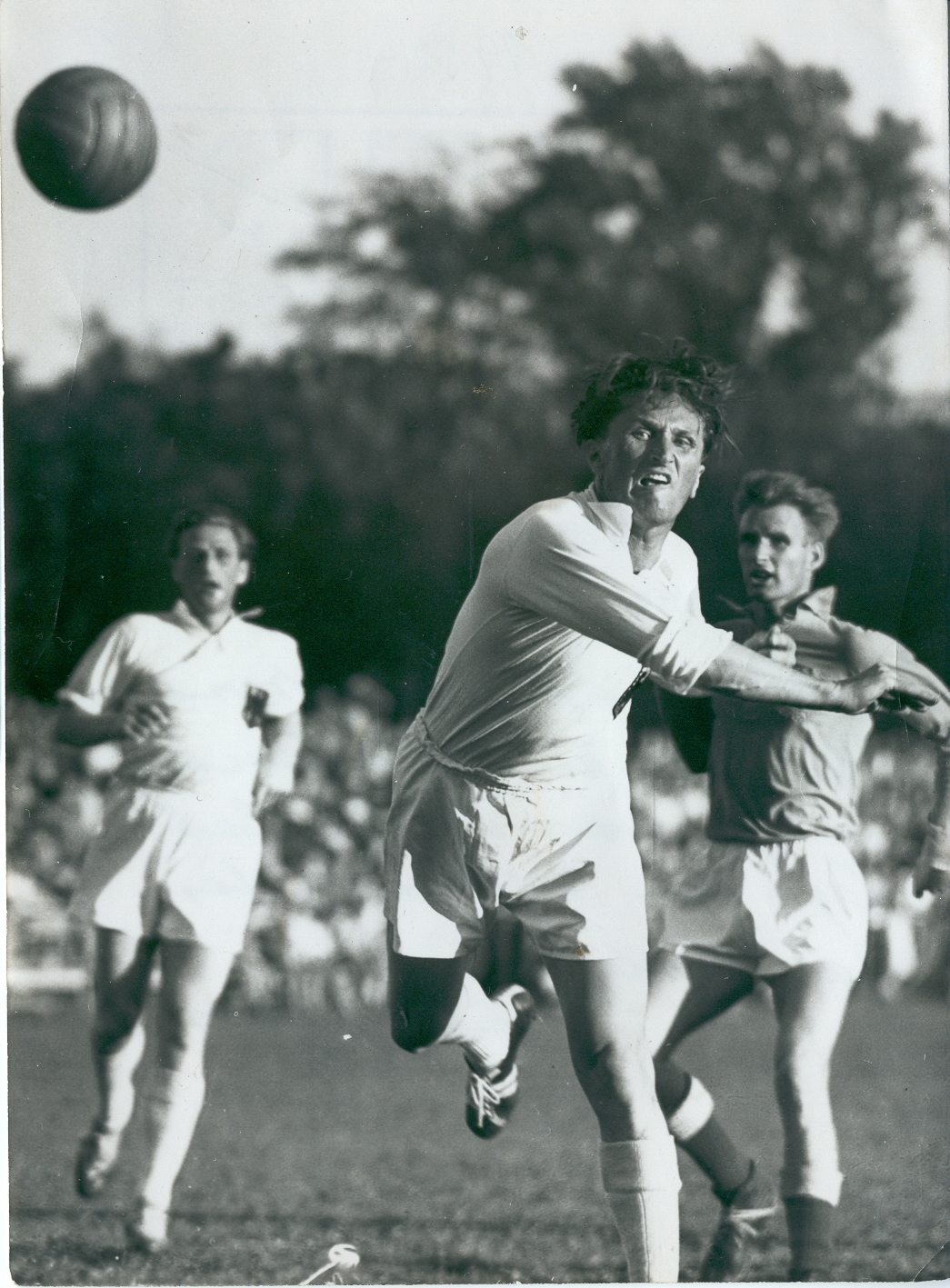
Bernhard Kempa, lors du Championnat du monde à onze en 1952.

Une année plus tard suivait le titre de Champion du Wurtemberg pour le handball en salle (à 7). En 1954, l'équipe réussit une grande performance avec une double victoire, chose rare. L'équipe de Göppingen s'assure le titre de Champion d'Allemagne à 11 et à 7. C'était une équipe très jeune sous la direction du très expérimenté Bernhard Kempa, qui s'est battue pour ce succès. À Göppingen, il y eut une nouvelle fois un accueil triomphal pour l'équipe qui fit un tour de la ville et de la place Schiller dans un car décoré de drapeaux et de guirlandes.
En 1958, il est l'entraîneur de l'Équipe de France au championnat du monde 1958, terminé à la 9e place.

## Parcours

### Joueur
- Frisch Auf Göppingen : de 1947 à 1957

### Entraineur
- Frisch Auf Göppingen : de 1947 à 1961 et 1966 à 1971

## Palmarès

### Club
- Vainqueur du Championnat d'Allemagne à onze (2) : 1954, 1957
- Vainqueur du Championnat d'Allemagne à sept (2) : 1954, 1955

### Équipe d'Allemagne
- Championnat du monde à onze (plein air)
  -  médaille d'or au championnat du monde 1952
  -  médaille d'or au championnat du monde 1955
- Championnat du monde (en salle)
  -  médaille d'argent au championnat du monde 1954

### Entraîneur
- Vainqueur de la Coupe des clubs champions (1) : 1960
  - Finaliste en 1959
- Vainqueur du Championnat d'Allemagne (9): 1954, 1955, 1957, 1958, 1959, 1960, 1961, 1970
- 9e place au championnat du monde 1958 avec l'équipe de France